# Khabarovsk
Khabarovsk (russisk: Хабаровск, tr. Khabarovsk) er en by i Khabarovsk kraj i det Fjernøstlige føderale distrikt i Den Russiske Føderation. Khabarovsk er administrativt center i krajen, og har 615.570 (2024) indbyggere.

## Geografi
Khabarovsk ligger i den sydøstlige del af det Fjernøstlige føderale distrikt nær sammenløbet af floderne Ussuri og Amur i indlandet ved Amur, 30 kilometer fra grænsen til Folkerepublikken Kina. Khabarovsk ligger i samme tidszone som hovedbyen i det føderale distrikt, Vladivostok, ca. 755 km nord for Vladivostok. Khabarovsk ligger 7,5 times flyvning øst for Moskva, eller ca. 8.320 km ad landevejen. Med den transsibiriske jernbane tager rejsen knapt 6 døgn.

### Klima
Khabarovsk har tempereret fastlandsklima med sneklædte kolde vintre og varme fugtige somre. Den koldeste måned er januar med en gennemsnitstemperatur på -19,8 °C, den varmeste måned er juli med en gennemsnitstemperatur på +21,3 °C. Den gennemsnitlige årstemperatur er +2,4 °C. Den gennemsnitlige årlige nedbør er 684 mm. Den tørreste år var 2001 med kun 381 mm nedbør og den vådeste var 1981, da 1.105 mm nedbør faldt. Den vådeste måned var August 1981 med nedbør på 434 mm. Det er almindeligt med let snefald, med en gennemsnitlig maksimal snedybde på 16 cm.

## Historie
Khabarovsk blev grundlagt i 1858 som en militær stilling ved Ussuris udmundingen i Amur og kaldt Khabarova efter kosakken Jerofej Khabarov, der havde udforsket området i 1600-tallet. I 1895 fik byen sit nuværende navn.
Under Den Russiske Borgerkrig blev Khabarovsk indtaget af Den Røde Garde den 6. december 1917. Den 5. september 1918 indtog de hvide sammen med den Tjekkoslovakiske legion og den 12. japanske division byen, der først atter blev befriet af bolsjevikkerne i 1922. Under og efter anden verdenskrig var Khabarovsk Militærdistrikt Fjernøstens vigtigste base.
I 1949 afholdtes "Khabarovskprocessen" (russisk: Khabarovskij protsess) mellem den 25. og 31. december i byen, hvor tolv medlemmer af den japanske Guandong-arme stod anklaget for krigsforbrydelser: fremstilling og anvendelse af biologiske våben under 2. Verdenskrig. De blev alle dømt til mellem 2 og 25 års fængsel.

## Økonomi
Næsten 75% af byens befolkning er beskæftiget indenfor industrien (maskinindustrien). Ligesom hele Fjernøsten regionen nyder Khabarovsk godt af japanske og koreanske investorers engagement.
Investeringerne er primært inden for minedrift, udvinding af naturressourcer, konvertering af tidligere våbenfabrikker, udvikling af transportsystemet, og også i produktionen af forbrugsgoder. De udenlandske investeringer er anslået til over 120 millioner dollars.
Den 31. december 2009 besluttede den russiske regering at oprette en "særlig økonomisk zone" i byen.
I 2021 blev byggeriet af en betalt højhastigheds-omfartsvej til byen afsluttet.

## Kultur og seværdigheder
Khabarovsk huser et kunstmuseum med værker af Rembrandt, Rubens, Dürer samt de russiske kunstnere Ilja Repin, Polenov m.fl. Der findes et regionalmuseum, teater. I byen ligger "Stillehavet Statsuniversitet".

## Venskabsbyer
Khabarovsk har seks venskabsbyer:
| - Victoria, Canada (1990) - Niigata, Japan (1965) - Harbin, Kina (1993) | - Sanya, Kina (2011) - Bucheon, Sydkorea (2002) - Portland, USA (1988) |

## Personer med tilknytning til Khabarovsk
| - Sergej Bodrov, russisk filminstruktør - Aleksandra Ivanovskaja, Miss Rusland | - Andrei Tchmil, russisk/belgisk cykelrytter - Efim Zelmanov, russisk matematiker |